# Cryptantha excavata
Cryptantha excavata är en strävbladig växtart som beskrevs av Townshend Stith Brandegee. Cryptantha excavata ingår i släktet Cryptantha, och familjen strävbladiga växter. Inga underarter finns listade i Catalogue of Life.